# Campionati europei juniores di bob 2022
I Campionati europei juniores di bob 2022 sono stati la quinta edizione della rassegna continentale juniores, manifestazione organizzata dalla Federazione Internazionale di Bob e Skeleton. Si sono disputati il 14 e il 15 gennaio 2022 a Winterberg, in Germania, sulla pista VELTINS-EisArena e sono stati assegnati i titoli continentali juniores sia nella categoria principale Under 26 che in quella Under 23.
Come a partire dalla seconda edizione del 2019, il campionato si disputò in un unico appuntamento, nel formato gara nella gara, in concomitanza con l'ultima tappa della Coppa Europa 2021/2022, dal cui risultato vennero estratte le relative graduatorie.

## Risultati under 26

### Monobob donne
La gara è stata disputata il 14 gennaio 2022 nell'arco di due manches all'interno della penultima tappa delle World Series di monobob 2021/22 e hanno preso parte alla competizione 3 atlete in rappresentanza di altrettante differenti nazioni.
| Pos. | Atlete           | Nazione | 1ª manche | 2ª manche | Totale  | Distacco |
| ---- | ---------------- | ------- | --------- | --------- | ------- | -------- |
|      | Georgeta Popescu | Romania | 1'00"76   | 1'00"76   | 2'01"52 | –        |
|      | Julia Slupecka   | Polonia | 1'01"39   | 1'01"37   | 2'02"76 | +1"24    |
|      | Camila Copain    | Francia | 1'02"46   | 1'02"27   | 2'04"73 | +3"21    |

Nota: in grassetto il miglior tempo di manche.

### Bob a due donne
La gara è stata disputata il 15 gennaio 2022 nell'arco di due manches all'interno dell'ultima tappa della Coppa Europa 2021/22 e hanno preso parte alla competizione 2 equipaggi in rappresentanza di altrettante differenti nazioni.
| Pos. | Atlete                         | Nazione  | 1ª manche | 2ª manche | Totale  | Distacco |
| ---- | ------------------------------ | -------- | --------- | --------- | ------- | -------- |
|      | Maureen Zimmer Anabel Galander | Germania | 57"27     | 57"35     | 1'54"62 | –        |
|      | Georgeta Popescu Antonia Sarbu | Romania  | 58"41     | 58"44     | +2"23   |          |

Nota: in grassetto il miglior tempo di manche.

### Bob a due uomini
La gara è stata disputata il 14 gennaio 2022 nell'arco di due manches all'interno dell'ultima tappa della Coppa Europa 2021/22 e hanno preso parte alla competizione 13 equipaggi in rappresentanza di 10 differenti nazioni.
| Pos. | Atleti                         | Nazione  | 1ª manche | 2ª manche | Totale  | Distacco |
| ---- | ------------------------------ | -------- | --------- | --------- | ------- | -------- |
|      | Philipp Zielasko Henrik Proske | Germania | 55"97     | 55"86     | 1'51"83 | –        |
|      | Maximilian Illmann Felix Dahms | Germania | 55"96     | 56"00     | 1'51"96 | +0"13    |
|      | Timo Rohner Mathieu Hersperger | Svizzera | 56"22     | 56"16     | 1'52"38 | +0"55    |
| 4    | Stepan Dubinko Aleksej Kislica | Russia   | 56"70     | 56"55     | 1'53"25 | +1"42    |
| 5    | Vjačeslav Popov Egor Grjaznov  | Russia   | 56"72     | 56"71     | 1'53"43 | +1"60    |

Nota: in grassetto il miglior tempo di manche.

### Bob a quattro uomini
La gara è stata disputata il 15 gennaio 2022 nell'arco di due manches all'interno dell'ultima tappa della Coppa Europa 2021/22 e hanno preso parte alla competizione 4 equipaggi in rappresentanza di 3 differenti nazioni.
| Pos. | Atleti                                                     | Nazione  | 1ª manche | 2ª manche | Totale  | Distacco |
| ---- | ---------------------------------------------------------- | -------- | --------- | --------- | ------- | -------- |
|      | Nico Semmler Marvin Paul Oliver Peschk Rupert Schenk       | Germania | 54"53     | 54"68     | 1'49"21 | –        |
|      | Timo Rohner Pascal Moser Quentin Juillard Roman Wägeli     | Svizzera | 55"32     | 55"06     | 1'50"38 | +1"17    |
|      | Stepan Dubinko Il'ja Ivanov Nikita Ivanov Aleksej Kislica  | Russia   | 55"13     | 55"44     | 1'50"57 | +1"36    |
| 4    | Maksim Bankov Dmitrij Abramov Danil Alekhanov Nikita Čaban | Russia   | 55"91     | 55"45     | 1'51"36 | +2"15    |

Nota: in grassetto il miglior tempo di manche.

## Risultati under 23

### Monobob donne U23
La classifica corrisponde a quella relativa alla gara principale, tenutasi il 14 gennaio 2022 nell'arco di due manches, in quanto tutte e tre le atlete iscritte erano eleggibili anche per la categoria under 23.
| Pos. | Atlete           | Nazione | 1ª manche | 2ª manche | Totale  | Distacco |
| ---- | ---------------- | ------- | --------- | --------- | ------- | -------- |
|      | Georgeta Popescu | Romania | 1'00"76   | 1'00"76   | 2'01"52 | –        |
|      | Julia Slupecka   | Polonia | 1'01"39   | 1'01"37   | 2'02"76 | +1"24    |
|      | Camila Copain    | Francia | 1'02"46   | 1'02"27   | 2'04"73 | +3"21    |

Nota: in grassetto il miglior tempo di manche.

### Bob a due donne U23
La classifica è stata estratta da quella relativa alla gara principale, tenutasi il 15 gennaio 2022 nell'arco di due manches, alla quale era iscritto un solo equipaggio under 23.
| Pos. | Atlete                         | Nazione | 1ª manche | 2ª manche | Totale  | Distacco |
| ---- | ------------------------------ | ------- | --------- | --------- | ------- | -------- |
|      | Georgeta Popescu Antonia Sarbu | Romania | 58"41     | 58"44     | 1'56"85 | –        |

### Bob a due uomini U23
La classifica è stata estratta da quella relativa alla gara principale, tenutasi il 14 gennaio 2022 nell'arco di due manches, alla quale erano iscritti 8 equipaggi under 23 in rappresentanza di 7 differenti nazioni.
| Pos. | Atleti                         | Nazione | 1ª manche | 2ª manche | Totale  | Distacco |
| ---- | ------------------------------ | ------- | --------- | --------- | ------- | -------- |
|      | Stepan Dubinko Aleksej Kislica | Russia  | 56"70     | 56"55     | 1'53"25 | –        |
|      | Vjačeslav Popov Egor Grjaznov  | Russia  | 56"72     | 56"71     | 1'53"43 | +0"18    |
|      | Andrei Nica Mihai Calancea     | Romania | 56"88     | 56"90     | 1'53"78 | +0"53    |

Nota: in grassetto il miglior tempo di manche.

### Bob a quattro uomini U23
La classifica è stata estratta da quella relativa alla gara principale, tenutasi il 15 gennaio 2022 nell'arco di due manches, alla quale era iscritto un solo equipaggio under 23.
| Pos. | Atleti                                                    | Nazione | 1ª manche | 2ª manche | Totale  | Distacco |
| ---- | --------------------------------------------------------- | ------- | --------- | --------- | ------- | -------- |
|      | Stepan Dubinko Il'ja Ivanov Nikita Ivanov Aleksej Kislica | Russia  | 55"13     | 55"44     | 1'50"57 | –        |

## Medagliere
| Pos.   | Nazione  | Oro | Argento | Bronzo | Totale |
| ------ | -------- | --- | ------- | ------ | ------ |
| 1      | Romania  | 3   | 1       | 1      | 5      |
| 2      | Germania | 3   | 1       | 0      | 4      |
| 3      | Russia   | 2   | 1       | 1      | 4      |
| 4      | Polonia  | 0   | 2       | 0      | 2      |
| 5      | Svizzera | 0   | 1       | 1      | 2      |
| 6      | Francia  | 0   | 0       | 2      | 2      |
| Totale | Totale   | 8   | 6       | 5      | 19     |